# Megapnosaurus
Megapnosaurus eller Syntarsus var ett släkte av köttätande dinosaurie som levde från slutet av triasperioden till den tidiga juraperioden i nordamerika och afrika.
Megapnosaurus var förmodligen bra på att springa, bland annat för att delar av foten var sammanvuxna för att ge djuret bra fartförmåga. Den blev cirka 3 meter lång.
Megapnosaurus är med i TV-programmet When Dinosaurs Roamed America, där den avbildas som ett flockdjur.